# Nicole Schneiders

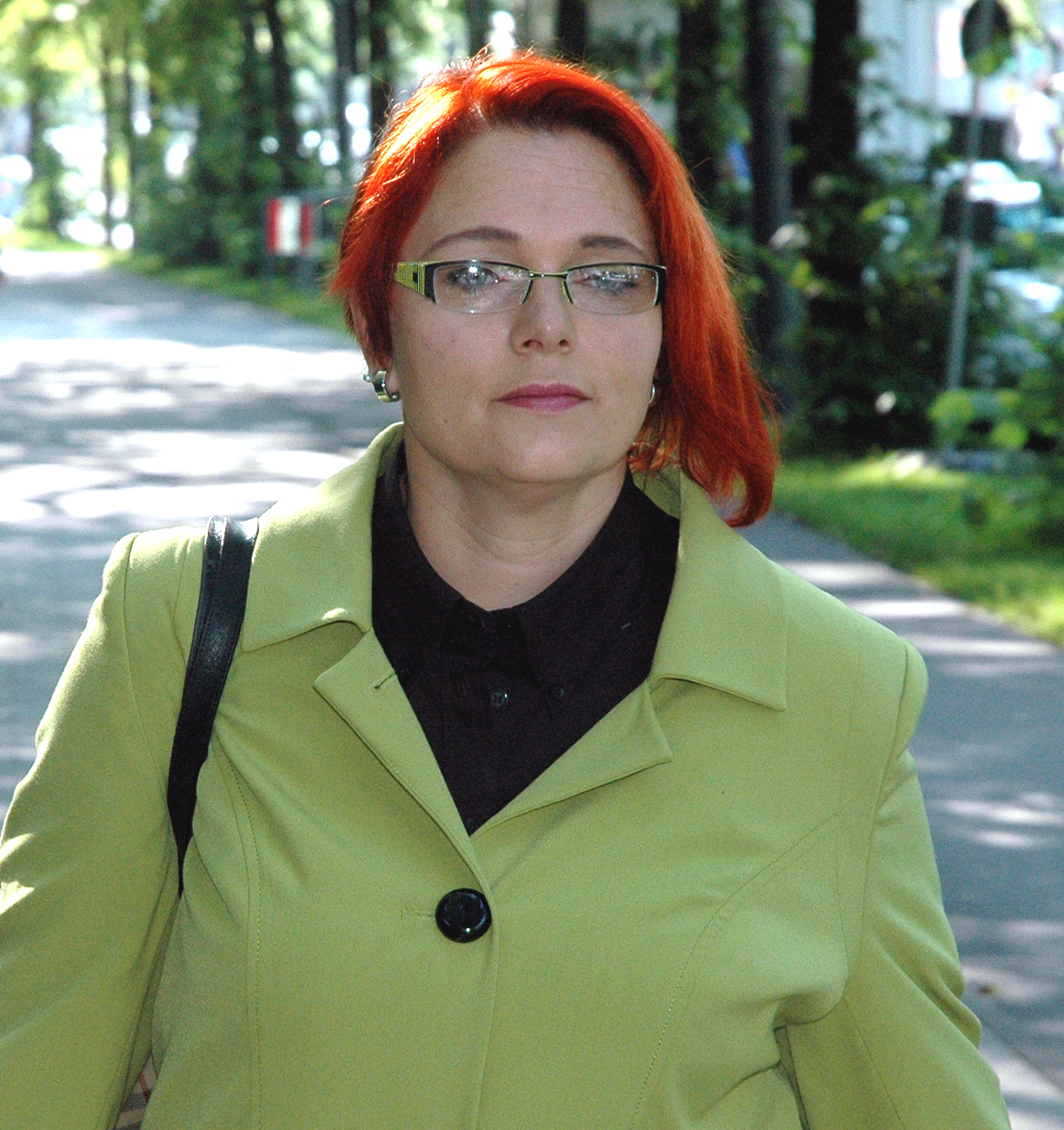
Nicole Schneiders 2013

Nicole Schneiders (* 1979 in Öhringen als Nicole Schäfer) ist eine deutsche Rechtsanwältin. Sie war die Strafverteidigerin von Ralf Wohlleben im NSU-Prozess.
Der baden-württembergische Verfassungsschutz rechnet Schneiders der neonazistischen Szene zu.

## Biografie
Nicole Schäfer wuchs in Öhringen und Pfedelbach auf und legte 1998 das Abitur am Wirtschaftsgymnasium Öhringen ab. Danach studierte sie Rechtswissenschaften an der Friedrich-Schiller-Universität Jena und der Universität Mannheim.
2005 heiratete sie Dominik Schneiders, mit dem sie ein Kind hat.

### Berufliche Tätigkeit
Ihren Referendardienst absolvierte Schneiders 2005 bis 2007 in Karlsruhe. Danach war sie mehrere Jahre in der Anwaltskanzlei Harsch & Kollegen in Rastatt tätig, bis ihr Ende 2011 „wegen des enormen öffentlichen Druckes“ gekündigt wurde. Ihre Kollegen dort waren Steffen Hammer, ehemaliger Sänger der Rechtsrock-Band Noie Werte, und Alexander Heinig, Sänger und Bassist der rechtsextremen Band Ultima Ratio.
Die Kanzlei Harsch hat sich inzwischen auch von Hammer und Heinig getrennt.
Schneiders betrieb in der Folge eine eigene Kanzlei in Ettlingen. Seit Januar 2018 sind sie und Steffen Hammer Partner in der Kanzlei Rechtsanwälte Hammer & Schneiders mit Sitz in Reutlingen und Zweigstelle in Ettlingen. Ihr Tätigkeitsschwerpunkt liegt im Urheber- und Strafrecht. Sie gilt als bevorzugte Anwältin der rechtsextremen Szene.
Im Münchner NSU-Prozess verteidigte sie Ralf Wohlleben, der in Zusammenhang mit der Mordserie des Nationalsozialistischen Untergrunds am 11. Juli 2018 wegen Beihilfe zum Mord in neun Fällen verurteilt wurde.

### Politische Aktivitäten
Schon als Jugendliche soll Schneiders unter dem Namen „Frida“ in der Heilbronner Neonaziszene um Michael Dangel aktiv gewesen sein.
Mit 16 Jahren nahm sie an einer Veranstaltung der Freiheitlichen Deutschen Arbeiterpartei (FAP) in Stuttgart teil, die von der Polizei gestürmt wurde.
Ferner soll sie unter anderem an Treffen der rechtsextremen Europaburschenschaft Arminia Zürich zu Heidelberg teilgenommen haben.
2000/2001 war sie während ihres Studiums in Jena nach eigener Auskunft Mitglied der NPD, nach Presseberichten Stellvertreterin des NPD-Kreisvorsitzenden Ralf Wohlleben.
Laut Spiegel Online war Schneiders auch 2002 und 2003 Mitglied im Vorstand des NPD-Kreisverbands Jena. Aktiv war sie auch für die NPD/JN in Karlsruhe.
Nach eigener Aussage sei sie aus Protest gegen das 2001 gegen die NPD eingeleitete und 2003 eingestellte Verbotsverfahren in die Partei eingetreten.
Schneiders soll außerdem Kontakte zur freien Kameradschaftsszene haben, so waren sie und ihr Ehemann Mitglieder der Kameradschaft Karlsruhe.
Zudem war Schneiders in der Hilfsorganisation für nationale politische Gefangene und deren Angehörige (HNG) bis zu deren Verbot 2011 tätig. Zumindest bis 2011 soll sie in der Neonaziorganisation Karlsruher Netzwerk (Eigenschreibweise: karlsruher//netzwerk) aktiv gewesen sein, wo sie auch „Schulung im Versammlungs- und Waffenrecht“ vornahm.
Die Badische Zeitung berichtete nach Einsicht in die Verfassungsschutzakten, Schneiders sei „seit zwei Jahrzehnten in allen wichtigen neonazistischen Zusammenschlüssen im Raum Karlsruhe aktiv gewesen.“
Einen Anwerbungsversuch des baden-württembergischen Verfassungsschutzes als V-Person im November 2003 lehnte Schneiders ab und legte Dienstaufsichtsbeschwerde ein, weswegen der Vorgang aktenkundig wurde.